# Delta (David Crosby)
Delta is een lied van Crosby, Stills & Nash dat werd geschreven door David Crosby. Het werd in 1982 voor het eerst uitgebracht op het album Daylight again en op de keerzijde van de single Wasted on the way.

## Achtergrond
Stephen Stills en Graham Nash hadden het plan opgevat om samen een album op te nemen. Met Crosby werd geen rekening gehouden omdat die steeds verder weggleed door drugsgebruik. Dat Crosby uiteindelijk toch een nummer voor het album Wasted on the way schreef, is te danken aan Jackson Browne.
In zijn autobiografie Long time gone (1998) haalde Crosby aan dat hij aan het begin van de jaren tachtig de aandachtsboog had van een dronken vlinder. Nadat Browne enkele teksten met hem had doorgenomen, zette die hem achter de piano en lette hij erop dat Crosby door bleef werken tot het lied voltooid was. Zo lukte het Crosby met veel pijn en moeite om tot Delta te komen. Het was het eerste complete lied dat Crosby in jaren schreef.
Het wordt door AllMusic geroemd als een van de beste bijdragen aan het album. Het nummer wordt door het trio in harmonie gezongen met ondersteuning van Dean Parks (gitaar), Leland Sklar (bas), Craig Doerge (toetsen) en Russell Kunkel (drums). Net als Southern cross, dat Stills voor het album schreef, is ook dit een lied over een reis. In dit geval gaat het over een wandeltocht die afwaarts langs een rivier gaat. Het verloop van de rivier gaat langs kansen en keuzes.
Op Wasted on the way was dit het enige nummer dat werd geschreven door Crosby en hetzelfde gold voor de opvolger Allies het jaar erop. Crosby kwam hierna meermaals in aanraking met justitie vanwege cocaïne- en wapenbezit. Hier werd hij in 1985 voor veroordeeld tot vijf jaar gevangenisstraf die ingekort werd naar negen maanden omdat hij meewerkte aan een afkick- en reclasseringstraject.

## Uitvoeringen en cover
Delta verscheen voor het eerst in 1982 op hun album Daylight again en op de keerzijde van de single Wasted on the way. Van het laatste album verscheen in 1983 ook nog een video. Verder verschenen er versies op verzamelalbums, zoals de boxset CSN (1991) en Greatest hits (2005). Verder verscheen het op albums van Crosby zelf, waaronder op King Biscuit Flower Hour presents David Crosby in concert (1996), op albums van formaties waarmee hij speelde zoals in CPR met zijn zoon James Raymond (Live at The Wiltern, 1998) en op het album Voyage (2006) waarop werk van Crosby in verschillende formaties staat.
Het nummer werd gecoverd door Ten Sharp die het op de B-kant van de single Rumours in the city (1993) plaatste.